# Kostelec u Heřmanova Městce-Písník
Kostelec u Heřmanova Městce-Písník – przystanek kolejowy w miejscowości Kostelec u Heřmanova Městce, w kraju pardubickim, w Czechach Znajduje się na wysokości 340 m n.p.m.
Na przystanku nie ma możliwości zakupu i rezerwacji miejsc, a obsługa podróżnych odbywa się w pociągu.

## Linie kolejowe
- 015 Přelouč - Prachovice